# Claude Brodin
Claude François René Brodin (ur. 30 lipca 1934 w Les Andelys, zm. 17 października 2014 tamże) – francuski szpadzista, brązowy medalista igrzysk olimpijskich i mistrzostw świata.
Na igrzyskach olimpijskich w Rzymie w 1960 roku był dziewiąty w zawodach drużynowych. Na rozgrywanych cztery lata później igrzyskach olimpijskich w Tokio w 1964 roku Francuzi w składzie: Claude Brodin, Yves Dreyfus, Claude Bourquard, Jacques Guittet i Jacques Brodin zdobyli brązowy medal w zawodach drużynowych. W obu przypadkach indywidualnie nie startował.
Podczas mistrzostw świata w Budapeszcie w 1959 roku wspólnie z Claude'em Bourquardem, Jacquesem Guittetem, Gérardem Lefrankiem i René Queyrouxem zdobył kolejny brązowy medal w zawodach drużynowych.
Szermierzem i medalistą olimpijskim był również jego brat Jacques.